# Finn Tugwell
Finn Tugwell (Fakse, 18 marzo 1976) è un tennistavolista danese.

## Palmarès
- Olimpiadi
  - Atene 2004: bronzo nel doppio
- Europei
  - 2000: bronzo a squadre
  - 2005: oro a squadre
  - 2009: argento a squadre